# Vieska (Dunajská Streda)
Vieska (ungarisch Kisfalud oder Dunakisfalud) ist eine Gemeinde im Südwesten der Slowakei mit 423 Einwohnern (Stand 31. Dezember 2024). Sie gehört zum Okres Dunajská Streda, einem Teil des Trnavský kraj.

## Geographie
Die Gemeinde befindet sich im Mittelteil der Großen Schüttinsel, einem Teil des slowakischen Donautieflands. Das Ortszentrum liegt auf einer Höhe von 118 m n.m. und ist acht Kilometer von Dunajská Streda entfernt.
Nachbargemeinden sind Orechová Potôň im Norden, Kráľovičove Kračany im Osten und Südosten, Lúč na Ostrove im Süden und Holice im Westen.

## Geschichte
Vieska wurde zum ersten Mal 1322 als Kysfeuldi schriftlich erwähnt. Das Dorf war Besitz örtlicher Gutsherren sowie der Familie Nagyi. 1828 zählte man 47 Häuser und 339 Einwohner, deren Haupteinnahmequelle Landwirtschaft war.
Bis 1919 gehörte der im Komitat Pressburg liegende Ort zum Königreich Ungarn und kam danach zur Tschechoslowakei beziehungsweise heute Slowakei. 1938–45 gehörte das Dorf aufgrund des Ersten Wiener Schiedsspruchs noch einmal zu Ungarn.

## Bevölkerung
| Jahr                | 1994 | 2004    | 2014    | 2024    |
| ------------------- | ---- | ------- | ------- | ------- |
| Anzahl der Personen | 455  | 440     | 425     | 423     |
| Unterschied         |      | −3,29 % | −3,40 % | −0,47 % |

| Jahr                | 2023 | 2024    |
| ------------------- | ---- | ------- |
| Anzahl der Personen | 423  | 423     |
| Unterschied         |      | −1,42 % |

Nach der Volkszählung 2011 wohnten in Vieska 431 Einwohner, davon 368 Magyaren, 49 Slowaken, vier Tschechen und ein Pole. Ein Einwohner gab eine andere Ethnie an und acht Einwohner machten keine Angabe. 368 Einwohner bekannten sich zur römisch-katholischen Kirche, 19 Einwohner zur reformierten Kirche, drei Einwohner zur Evangelischen Kirche A. B. sowie jeweils ein Einwohner zur evangelisch-methodistischen Kirche und zur tschechoslowakischen hussitischen Kirche. 25 Einwohner waren konfessionslos und bei 14 Einwohnern wurde die Konfession nicht ermittelt.